# Кубок виклику Азії 2014
Кубок виклику Азії 2014 (англ. 2014 IIHF Challenge Cup of Asia) — спортивне змагання з хокею із шайбою, 7-й розіграш Кубку виклику Азії, що проводиться під егідою Міжнародної федерації хокею із шайбою (ІІХФ). Турнір відбувався з 16 по 22 березня 2014 року у ОАЕ.

## Команди-учасниці
- Китайський Тайбей
- Гонконг
- Монголія
- Кувейт
- Таїланд
- Об'єднані Арабські Емірати

## Підсумкова таблиця та результати
| М | Збірна                     | М | В | ВО | ПО | П | Ш       | О  | Китайський Тайбей | ОАЕ    | Монголія | Таїланд | Гонконг | Кувейт |
| - | -------------------------- | - | - | -- | -- | - | ------- | -- | ----------------- | ------ | -------- | ------- | ------- | ------ |
| 1 | Китайський Тайбей          | 5 | 5 | 0  | 0  | 0 | 53 : 8  | 15 |                   | 5-2    | 10-3     | 15-1    | 7-1     | 16-1   |
| 2 | Об'єднані Арабські Емірати | 5 | 3 | 1  | 0  | 1 | 20 : 12 | 11 | 2-5               |        | 3-1      | 5-4 ОТ  | 5-1     | 5-1    |
| 3 | Монголія                   | 5 | 3 | 0  | 0  | 2 | 24 : 18 | 9  | 3-10              | 1-3    |          | 8-2     | 9-2     | 3-1    |
| 4 | Таїланд                    | 5 | 1 | 1  | 1  | 2 | 19 : 31 | 6  | 1-15              | 4-5 ОТ | 2-8      |         | 2-1 Б   | 10-2   |
| 5 | Гонконг                    | 5 | 1 | 0  | 1  | 3 | 11 : 23 | 4  | 1-7               | 1-5    | 2-9      | 1-2 Б   |         | 6-0    |
| 6 | Кувейт                     | 5 | 0 | 0  | 0  | 5 | 5 : 40  | 0  | 1-16              | 1-5    | 1-3      | 2-10    | 0-6     |        |

М — підсумкове місце, І — матчі, В — перемоги, ВО — перемога по булітах або у овертаймі, ПО — поразка по булітах або у овертаймі, П — поразки, Ш — закинуті та пропущені шайби, О — очки